# Antoine Gouan

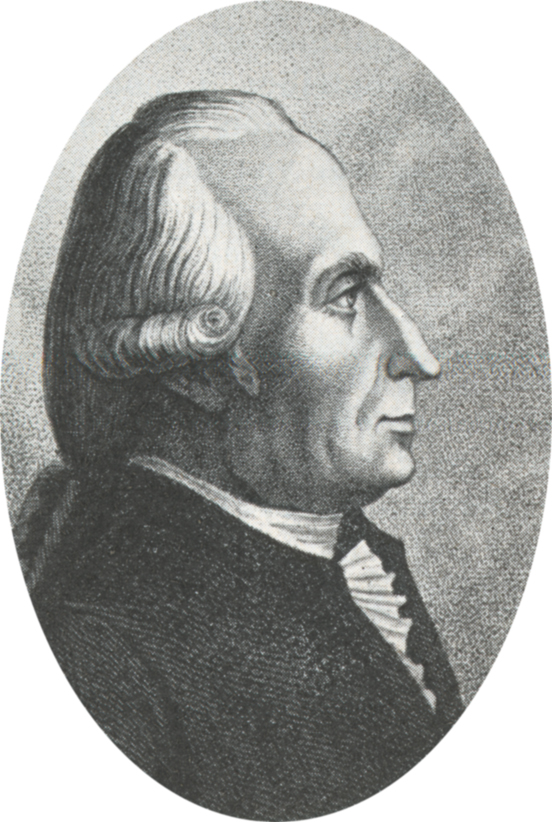
Antoine Gouan

Antoine Gouan (* 15. November 1733 in Montpellier; † 1. September 1821 in Montpellier) war ein französischer Arzt und Botaniker. Sein offizielles botanisches Autorenkürzel lautet „Gouan“.

## Leben und Wirken
Antoine Gouan ist ein Sohn von Jean-Guillaume Gouan (* 1708) ein Advokat am Rechnungshof Cour des Comptes puis conseiller-maître und dessen Frau Anne Salavy. Eine Veruntreuung zwang seinen Vater 1776 zum Rücktritt von dieser Position.
Gouan begann sein Studium in Toulouse, setzte es später in Montpellier fort, wo er Medizin studierte. In seinen Ansichten wurde Gouan von seinem damaligen Professor François Boissier de Sauvages de Lacroix geprägt, einem Vertreter der linnéanischen Methode in Frankreich. Gouan wurde am 25. August 1752 promoviert. Er wurde Arzt am Saint-Éloi Krankenhaus Montpellier.
Im Jahr 1762 veröffentlichte Gouan einen Katalog der Pflanzen im Botanischen Garten Montpellier, den er Hortus regius monspeliensis titelte. Dieser Katalog war das erste botanische Werk Frankreichs, das sich an der biologischen Nomenklatur Carl von Linnés orientierte. Drei Jahre später 1765 veröffentlichte er die Flora Monspeliaca. Im Jahr 1770 erschien die Historia Piscicum ein ichthyologisches Werk, das die Anzahl der Fische in Linnés Systematik bedeutend erhöhte.
1766 wurde er der Nachfolger von de Lacroix an der medizinischen Fakultät und 1783 ausländisches Mitglied der Linnean Society in London. 1790 wurde er Mitglied der Königlich Schwedischen Akademie der Wissenschaften und 1796 der Académie des sciences.
Von Gouan sind viele Briefe erhalten, unter anderem Briefwechsel mit Carl von Linné, Albrecht von Haller, Jean-Guillaume Bruguière, Jean-Jacques Rousseau und Carl Peter Thunberg.
Es wird berichtet, dass Gouan den ersten Ginkgo biloba in Frankreich gepflanzt habe, der noch immer im Jardin des plantes de Montpellier steht. Diesen hatte Pierre Marie Auguste Broussonet im August 1782 nach seiner Heimreise von London nach Frankreich mitgebracht.

## Ehrungen
Die Pflanzengattung Gouania Jacq. aus der Familie der Kreuzdorngewächse (Rhamnaceae) wurde von Nikolaus Joseph von Jacquin nach ihm benannt.

## Schriften (Auswahl)
- Hortus regius Monspeliensis. Lyon 1762 (Digitalisat).
- Flora monspeliaca. Lyon 1765 (Digitalisat).
- Historia piscium sistens ipsorum anatomen externam internam atque genera in classes & ordines redacta. König, Straßburg 1770 (Digitalisat).
  - Histoire des poissons, contenant la déscription anatomique de leurs parties externes et internes et le caractère des divers genres rangés par classes et par ordres. König, Straßburg 1770 (Digitalisat).
- Illustrationes et observationes botanicae. Orell, Gessner, Fuesslin & Co., Zürich 1773 (Digitalisat).
- Explication du système botanique du chevalier von Linné. Jean-François Picot, Montpellier 1787 (Digitalisat).
- Herborisations des environs de Montpellier. G. Izar et A. Ricard, Montpellier 1796 (Digitalisat).
- Nomenclateur botanique. G. Izar et A. Ricard, Montpellier 1796 (Digitalisat).
- Traité de botanique et de matière médicale G. Izar et A. Ricard, Montpellier 1804 (Digitalisat).
- Description du Ginkgo biloba, dit noyer du Japon. Chez Delmas, Montpellier 1812 (Digitalisat).